# Uraganul Harvey (2017)
Uraganul Harvey este un ciclon activ tropical care a cauzat inundații catastrofale fără precedent în sud-estul Texasului, Statele Unite. Acesta este primul uragan major de la uraganul Wilma încoace, încheind o perioadă record de 12 ani fără uragane majore în Statele Unite. Harvey este, de asemenea, primul uragan care a lovit statul Texas de la uraganul Ike încoace, în 2008, și cel mai puternic de la uraganul Carla încoace, în 1961. În plus, acesta este cel mai puternic uragan în Golful Mexic de la uraganul Rita încoace, în 2005.

## Istorie meteorologică
Harvey s-a format  la est de Antilele Mici în 17 august 2017. Furtuna a trecut prin Insulele Vântului (Winward Island) din Antilele Mici, în ziua următoare, trecând la sud de Insulele Barbados și, mai târziu, în apropiere de Insulele Saint-Vincent. La intrarea în Marea Caraibelor, Harvey a început să slăbească din cauza vântului de forfecare și a degenerat într-un val tropical în nordul Columbiei încă din 19 august. Resturile lui au fost monitorizate de teama regenerării, deoarece a continuat spre vest-nord-vest peste Caraibe și Peninsula Yucatán, inainte de a se intensifica din nou peste Golful Campeche în 23 august. Apoi Harvey a început rapid să se intensifice și mai mult în 24 august, recâștigând statutul de furtună tropicală și devenind spre seară uragan. În timp ce furtuna s-a mutat, în general, spre nord-vest, uraganul Harvey ajunge, pe 25 august 2017, aproape de Rockport, Texas, la intensitatea maximă.

## Efectele uraganului
Harvey a provocat cel puțin opt decese confirmate; unul în Surinam și șapte în Statele Unite. Inundații catastrofale interioare au loc în zona Greater Houston. Directorul FEMA, Brock Timp , a spus despre uraganul Harvey că este "cel mai mare dezastru" din istoria Texasului, și se așteaptă ca refacerea să dureze "mulți ani".   

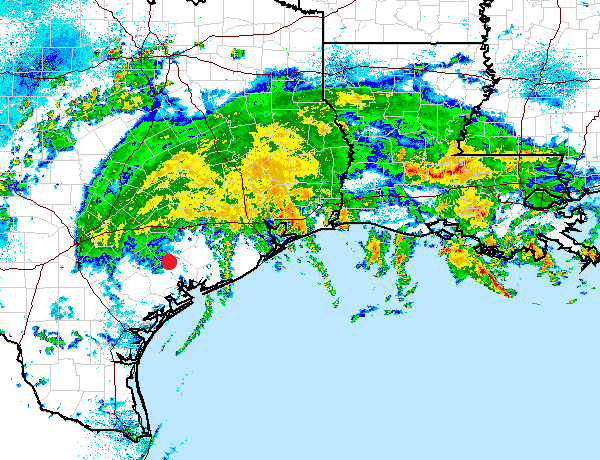
Imagine Radar a uraganului Harvey la 4:08 PM CDT pe 27 august, centrul circulației fiind cercul roșu

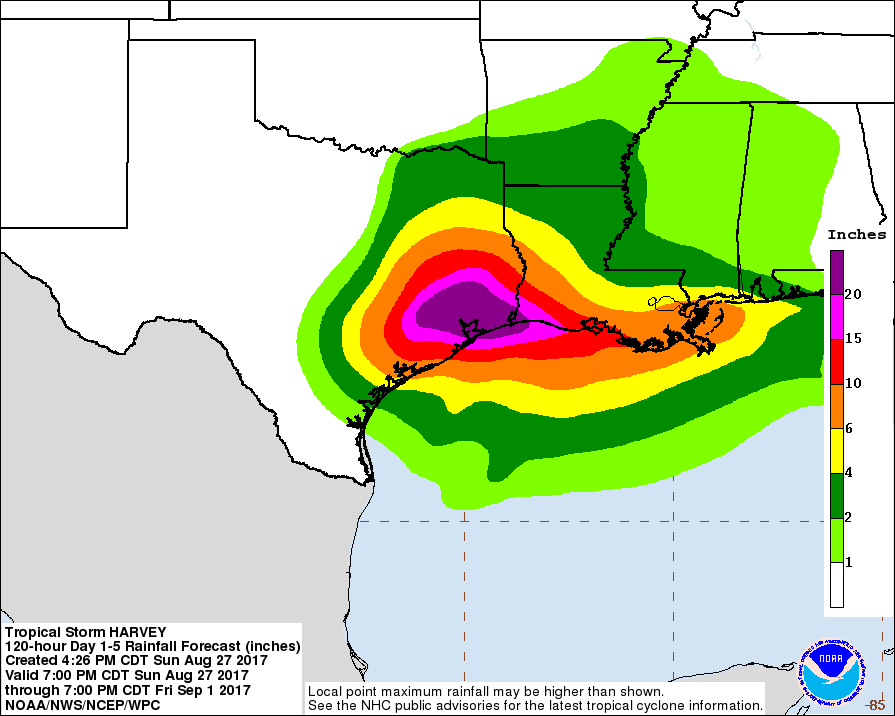
Prognoza precipitațiilor până pe 1 septembrie în zona Houston.

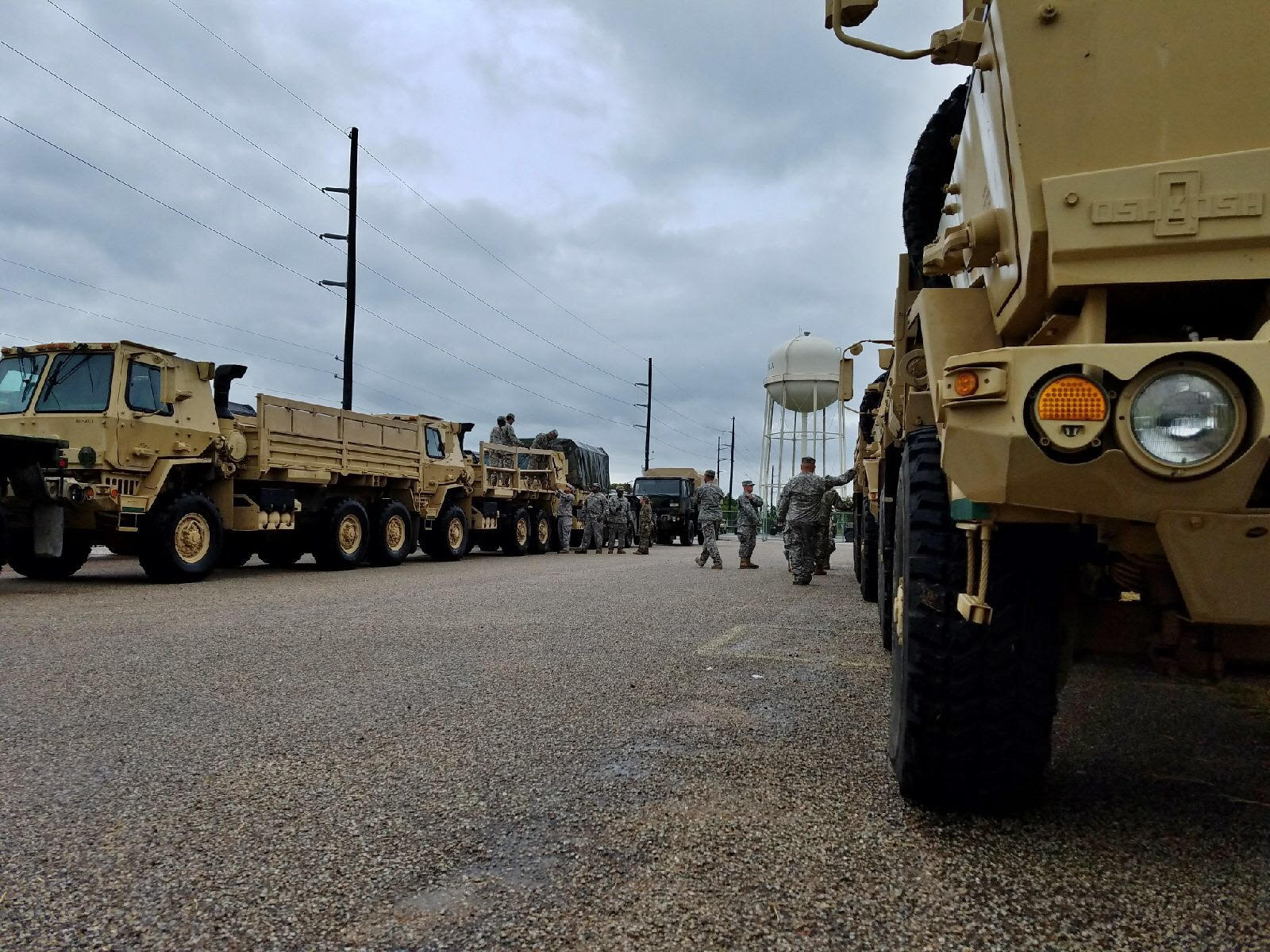
Soldații din Garda Națională Texas pregătind vehiculele pentru intervenții de urgență înaintea sosirii Uraganului Harvey pe 25 august 2017.

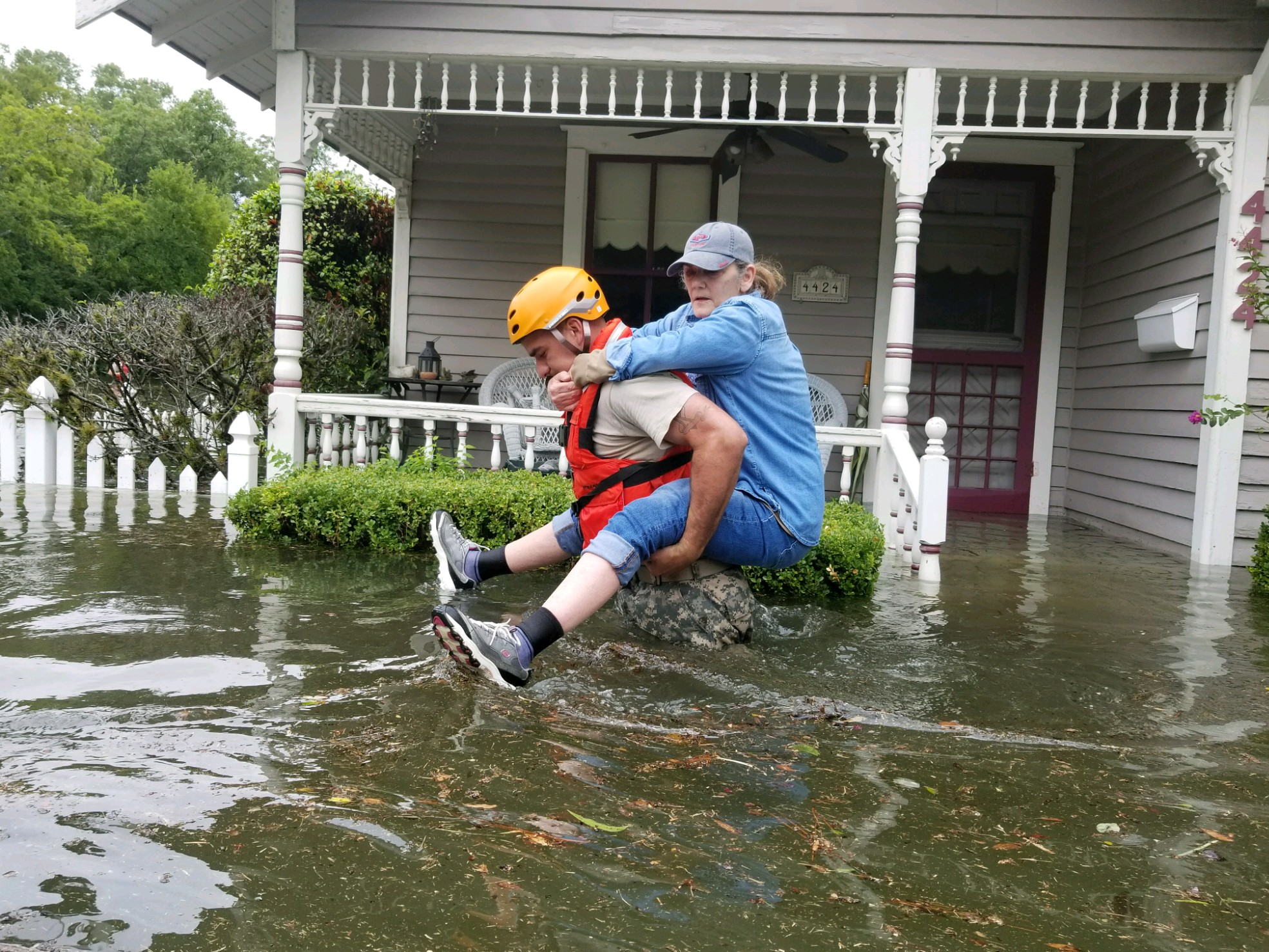
Un soldat din Garda Națională Texas poartă o femeie dintr-o clădire inundată în timpul operațiunilor de salvare în Houston, Texas.

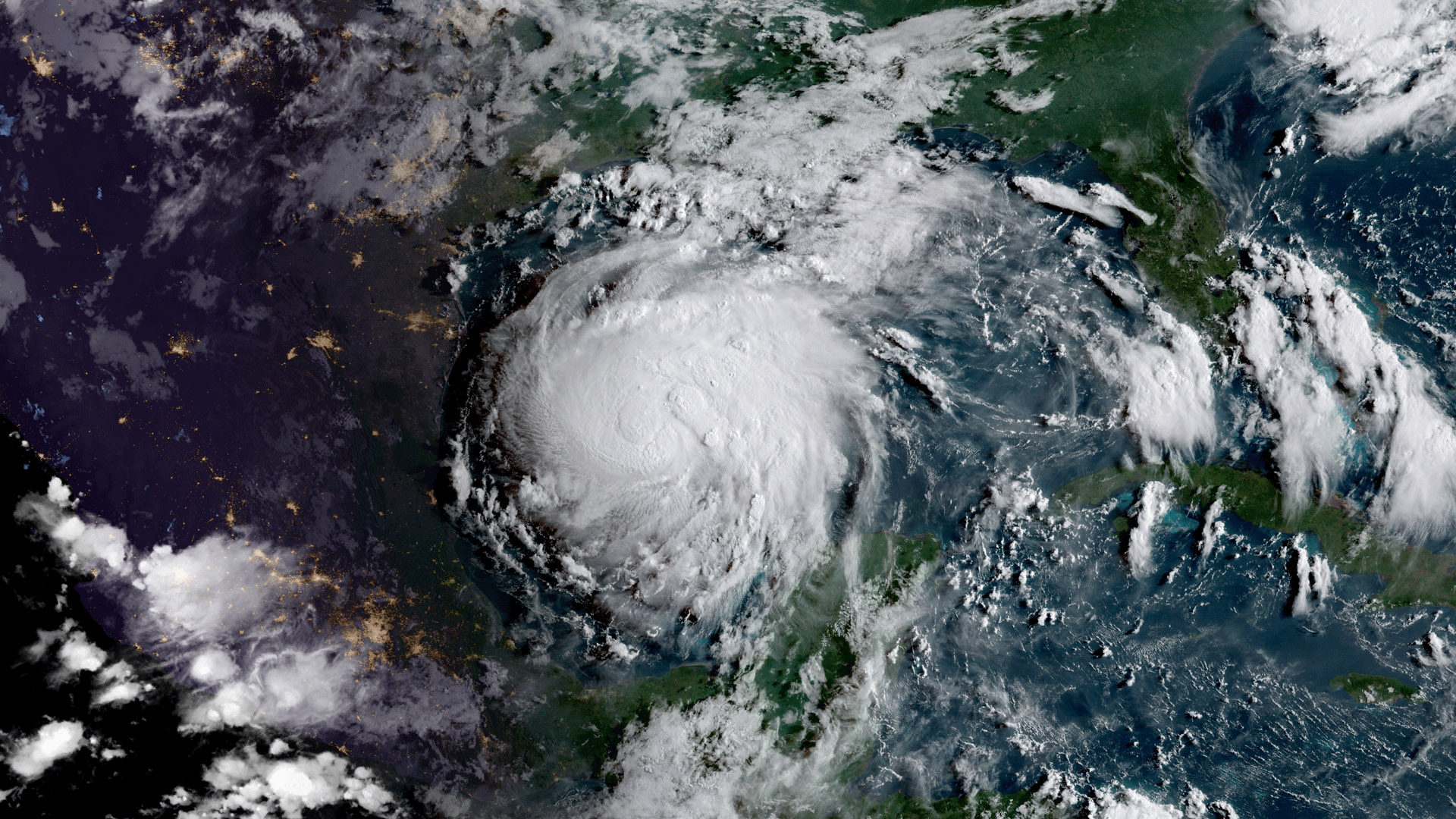
Harvey devenit uragan pe 24 august

 După ce a lovit uscatul, furtuna s-a mutat de-a lungul Golfului Copano și s-a abătut din nou peste Texas, la nord de Holiday Beach la 06:00 UTC pe 26 august ca uragan de mărimea 3. Aproximativ două ore mai târziu, Harvey a scăzut la mărimea 2 a intensității, înainte de a slăbi până la mărimea 1 în jurul orei 10:00 UTC. La 18:00 UTC pe 26 august, NHC a retrogradat uraganul Harvey la statutul de furtună tropicală.